# ブッドゥゾ
ブッドゥゾ（イタリア語: Buddusò）は、イタリア共和国サルデーニャ自治州サッサリ県にある、人口約3,800人の基礎自治体（コムーネ）。

## 地理

### 位置・広がり

#### 隣接コムーネ
隣接するコムーネは以下の通り。括弧内のNUはヌーオロ県所属を示す。
- アラ・デイ・サルディ
- ビッティ (NU)
- オスキリ
- オジッダ (NU)
- パッターダ